# یوهانا سیگورداردوتیر
یوهانا سیگورداردوتیر (به ایسلندی: Jóhanna Sigurðardóttir) (زادهٔ ۴ اکتبر ۱۹۴۲ در ریکیاویک) سیاست‌مدار ایسلندی و نخست‌وزیر این کشور از فوریه ۲۰۰۹ تا می ۲۰۱۳ بوده است. او عضو حزب سوسیال دموکرات ایسلند و اولین نخست‌وزیر زن تاریخ این کشور است.
پس از استعفای دولت ایسلند، دولت ائتلافی جدید این کشور با مشارکت احزاب سوسیال دموکرات، چپ گرایان و سبزها و با نخست وزیری سیگورداردوتیر از ۱ فوریه ۲۰۰۹، آغاز به‌کار کرد. او جایگزین گیر هارده شد. او نخستین رئیس دولت همجنسگرای دنیا در تاریخ دوران نوین به‌شمار می‌رود.

## فعالیت‌های دوران نخست‌وزیری

### ممنوع کردن رقص برهنه در جهت احیای حقوق زنان
در سال ۲۰۱۰ دولت وی کلوپ‌های رقص برهنه را ممنوع کرد، که در رستوران‌ها به خاطر برهنگی زنان پول پرداخت می‌شود، یا دیگر روش‌های سود بردن کارفرمایان از برهنگی کارکنان. این نخستین توقیف اینچنینی در کشورهای غربی است. سیگورداردوتیر بیان داشت: «کشورهای شمالی اروپا در حال پیشروی در برابری زنان است، و زنان را به عنوان شهروندان برابر می‌شناسد، نه اموالی برای فروش.» پس از این تصمیم، وی توسط فمنیست‌ها مورد تحسین قرار گرفت، و «جولی بیندل» بیان داشت که ایسلند تبدیل به فمنیست‌ترین کشور دنیا شده‌است.

## زندگی شخصی

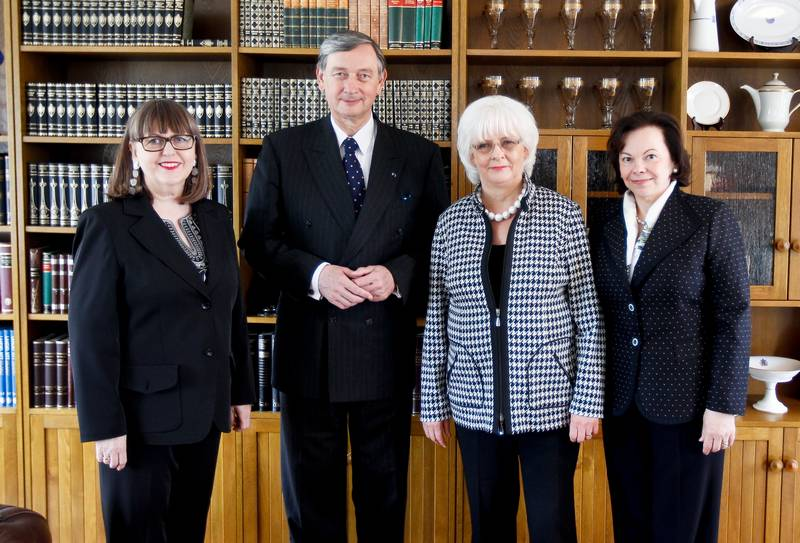
یوهانا سیگورداردوتیر

سیگورداردوتیر دانش‌آموختهٔ دانشکدهٔ بازرگانی ایسلند است. او دارای دو فرزند پسر (زاده ۱۹۷۲ و ۱۹۷۷) از ازدواج اول خود و یک ناپسری (زاده ۱۹۸۱) است. پس از طلاق در سال ۱۹۸۷، در سال ۲۰۰۲ وارد یک اتحاد مدنی با یونینا لئوسدوتیر (به ایسلندی: Jónína Leósdóttir) یک زن روزنامه‌نگار و نمایش‌نامه‌نویس شد. زمانی که در سال ۲۰۱۰ ازدواج همجنس‌گرایان در ایسلند قانونی شد، آنها با هم ازدواج کردند، و به اولین زوج همجنس ازدواج کرده در ایسلند تبدیل شدند.